# Red profesional
Una red profesional (o, en un contexto de Internet, un servicio de red profesional) es un tipo de servicio de red social que se enfoca en la interacción y relacionamiento de naturaleza comercial y profesional, en vez de las relaciones personales.
Ejemplos destacados son LinkedIn, beBee, Xing y Viadeo.
La primera red social profesional que contenía todas las características como crear perfiles, buscar y añadir amigos fue SixDregrees.com en 1997.